# Reelz
Reelz est une chaîne de télévision spécialisée américaine appartenant à Hubbard Broadcasting lancée le 27 septembre 2006 qui diffuse de la programmation à propos des films, ainsi que des séries en syndication et quelques séries originales.
La chaîne fournit chaque semaine des nouvelles et des informations sur les films en salle, les prochaines sorties en DVD, et les films diffusés à la télévision, en plus de la vidéo sur demande et des événements à télévision payante.

## Séries originales
- Les Kennedy (The Kennedys) (2011)
- Un monde sans fin (World Without End) (2012)[1]